# Крюково (Красноярский край)
Крюково — деревня в Балахтинском районе Красноярского края России. Входит в состав Тюльковского сельсовета.

## География
Деревня расположена в 40 км к западу от районного центра Балахта.

## Население
| 1989 | 2002 | 2010 |
| ---- | ---- | ---- |
| 213  | ↗251 | ↘187 |

Гендерный состав
По данным Всероссийской переписи населения 2010 года 92 мужчины и 95 женщин из 187 чел.